# Bernard Blanchet
Bernard Blanchet est un footballeur international français né le 1er décembre 1943 à Saint-Mars-la-Jaille (Loire-Atlantique). Il est le meilleur buteur de l'histoire du FC Nantes.

## Biographie

### Carrière en club
Il commence sa carrière de footballeur au Stade croisicais en 1956. Lors de la saison 1960-1961, à 16 ans, il est déjà membre de l'équipe senior qui dispute le championnat de Loire-Atlantique. Il termine meilleur buteur de son équipe. En 1961, après avoir terminé major à un stage organisé à Pâques par le FC Nantes, il est courtisé par le Racing Club de Paris puis par le Stade rennais. Il rejoint finalement les Canaris, sur la demande de José Arribas, plus persuasif, qui lui fait signer un contrat stagiaire puis lui offrira son premier contrat professionnel. Il fait ses débuts en deuxième division à 17 ans et participe à la montée du club nantais en première division en 1963. Il quitte Nantes à 30 ans, après avoir disputé près de 500 matches et remporté trois titres de champion de France. Avec 137 buts marqués, il est le meilleur buteur de l'histoire du FC Nantes. En 2022, le magazine So Foot le classe dans le top 1000 des meilleurs joueurs du championnat de France, à la 123e place.
Il rejoint en fin de carrière le Stade lavallois, dirigé par Michel Le Milinaire, et participe à la montée du club en Division 1, en inscrivant 18 buts pour sa dernière saison au haut niveau.

### Parcours international
En 1962 il est international junior. En 1963, international militaire, amateur, espoir et international deuxième division. En 1964 il est international B. En 1966 il devient international A. Sélectionné dans un groupe de 23 pour un stage préparatoire à la Coupe du Monde 1966, il se blesse au genou gauche et n'est pas retenu dans la liste finale.

### Reconversion
Il revient ensuite au football amateur en étant entraîneur et joueur des clubs suivants : en Vendée, avec La Chaume (1976-78), Saint-Gilles-Croix-de-Vie (1978-81), puis de retour avec le RAC Cheminots Nantes (1981-84) et l'AC Saint-Nazaire (1985-87), ainsi qu'un passage avec les moins de 13 ans du FC Nantes (1984-85).
Après avoir été représentant pour Adidas, il fait son retour au FC Nantes au début des années 2000. En 2001 il est chargé du recrutement des jeunes du centre de formation. En 2009 il est superviseur. En 2014, il est chargé, avec Olivier Monterrubio et William Ayache du recrutement au sein du FC Nantes.
En avril 2014, France Football le classe à la 18e place des meilleurs joueurs bretons.

## Palmarès

### Avec le FC Nantes
- Champion de France en 1965, 1966 et 1973
- Vice-champion de France en 1967 et 1974
- Finaliste de la Coupe de France en 1966, 1970 et 1973
- Vice-champion de France Division 2 en 1963

### En équipe de France
- 17 sélections et 5 buts entre 1966 et 1972
- International junior en 1962
- International militaire, amateur, espoir et Division 2 en 1963
- International B en 1964